# 刘登义
刘登义（1958年—），教授、博士生导师，曾任安徽师范大学副校长，常务副校长。现任中原工学院信息商务学院副院长。

## 个人简介

### 求学经历
·安徽师范大学生物系获学士学位（1981）
·华东师范大学生物系获硕士学位（1984）
·瑞典国立于默奥大学生态与环境科学系获博士学位（1992）

### 研究领域
植物种群生态学、种间关系、污染生态学与环境生物学、生物多样性与保护生物学

### 历任职务
安徽省科协副主席，安徽省学位委员会委员，安徽省自然科学基金委员会委员。安徽省重点学科生态学学科带头人，安徽省重点学科植物学（含动物）学科带头人，安徽省重要生物资源保护与利用研究重点实验室主任。中国可持续发展研究会生态环境专业委员会副主任，中国生态学会污染生态专业委员会副主任，《应用生态学报》副主编；国家自然科学基金委员会学科专家组专家（一、二审）；中国生态学会理事，中国植物学会理事，安徽省植物学会理事长。

### 完成课题
·铜污染胁迫下白车轴草（Trifolium repens）与白车轴草单孢锈菌（Uromyces trifolii-repentis）相互作用研究（国家自然科学基金，项目编号：30470270）
·欧亚自然植物种群中病原菌与寄主植物相互作用模式的比较研究（国际合作研究基金）
·珍稀濒危植物种黄山木兰的致濒机制和保护对策研究（教育部科学技术重点研究课题）
·自然植物种群中寄主植物抗病战略研究（教育部优秀年轻教师基金资助项目）
·抗铜植物的抗性机制与铜尾矿场植被重建与生态恢复研究（安徽省自然科学基金项目，项目编号：03043501）
·黄山风景区珍稀濒危植物保护生物学研究（安徽省跨世纪人才科研资助基金）

## 刘登义事件

### 被质疑
2005年12月3日，新语丝新到资料刊出站长方舟子（方是民）的文章《安徽师范大学常务副校长刘登义如此成批伪造论文发表记录》。文中对安徽师范大学教授、副校长刘登义在 安徽师范大学 网站下的个人主页上介绍的个人论文发表记录提出质疑。该文重点清查了刘登义论文发表记录中四篇最有重量的论文——1篇发表于《美国植物学杂志》，另外3篇发表于《生态学》期刊（论文的序号分别为5、10、11、22）。该文指出刘登义通过改头换面，偷换作者，将别人所发论文据为己有，杜撰子乌虚有的论文等手段，虚造个人的论文发表记录。
该文在网上发表之后，12月5日又有相关文章指出刘登义的其余两篇SCI论文涉嫌造假。

### 刘的回应
该文刊发之后，刘登义于12月4日对其个人网页进行了修改，将个人被指造假的7篇论文记录删除，使其个人论文发表记录从25篇减少为18篇；并将1部个人专著删除，个人著作减少为3部。除此之外，刘登义并未选择发表言论进行反驳。

### 事态的进一步发展
刘登义在其被指伪造的论文中，都将其获得博士学位的瑞典国立于默奥大学的一位名为L.Ericson教授列为共同作者。就此事，方舟子特意致函该教授，在该教授给方舟子的回函中，L.Ericson否认了上述事实，称自己对此并不知情，也未和刘登义共同发表过论文。（详见XYS20051206 《安徽师大副校长刘登义的“论文共同作者”Lars Ericson教授的来函》 一文）
2006年1月2日又有新到文章指出其在个人网页中宣称的主持国家973项目一事有假。

### 媒体报道
方舟子的质疑文章发表之后，安师大副校长涉嫌造假引起了安徽地方媒体的关注。最早的相关报道见于 《新安晚报》 于2005年12月7日刊发的《　安师大副校长学术造假？》一文。报社记者在对刘登义进行采访时，刘登义一再回绝，并称：“我不是那种人，已经够痛苦了，不希望媒体炒作。”
该事件也入选了 《合肥晚报》 所评选的安徽2005年十大教育新闻。

### 终了
2006年8月16日，新语丝最新消息说，刘登义已“恳请辞去一切职务”。（见XYS20060816 《刘登义已辞去安徽师大党委副书记、常务副校长职务》）